# Padrenda

## Dân số
2.479 người theo điều tra dân số 2004, mật đô 43,49 người/km².